# Goldsboro (Észak-Karolina)
Goldsboro város az USA Észak-Karolina államában, Wayne megyében, melynek megyeszékhelye is. Lakosainak száma 33 657 fő (2020. április 1.).

## Népesség
A település népességének változása:
| Lakosok száma | 885  | 36 437 | 33 657 |
|               | 1860 | 2010   | 2020   |